# 菲利普·埃尔默诺
菲利普·埃尔默诺（法語：Philippe Ermenault，1969年4月29日—），法国男子自行车运动员。他曾代表法国参加1992年、1996年和2000年夏季奥林匹克运动会自行车比赛，共获得一枚金牌和一枚银牌。他的儿子科朗坦·埃尔默诺同样是自行车运动员。